# Hymn

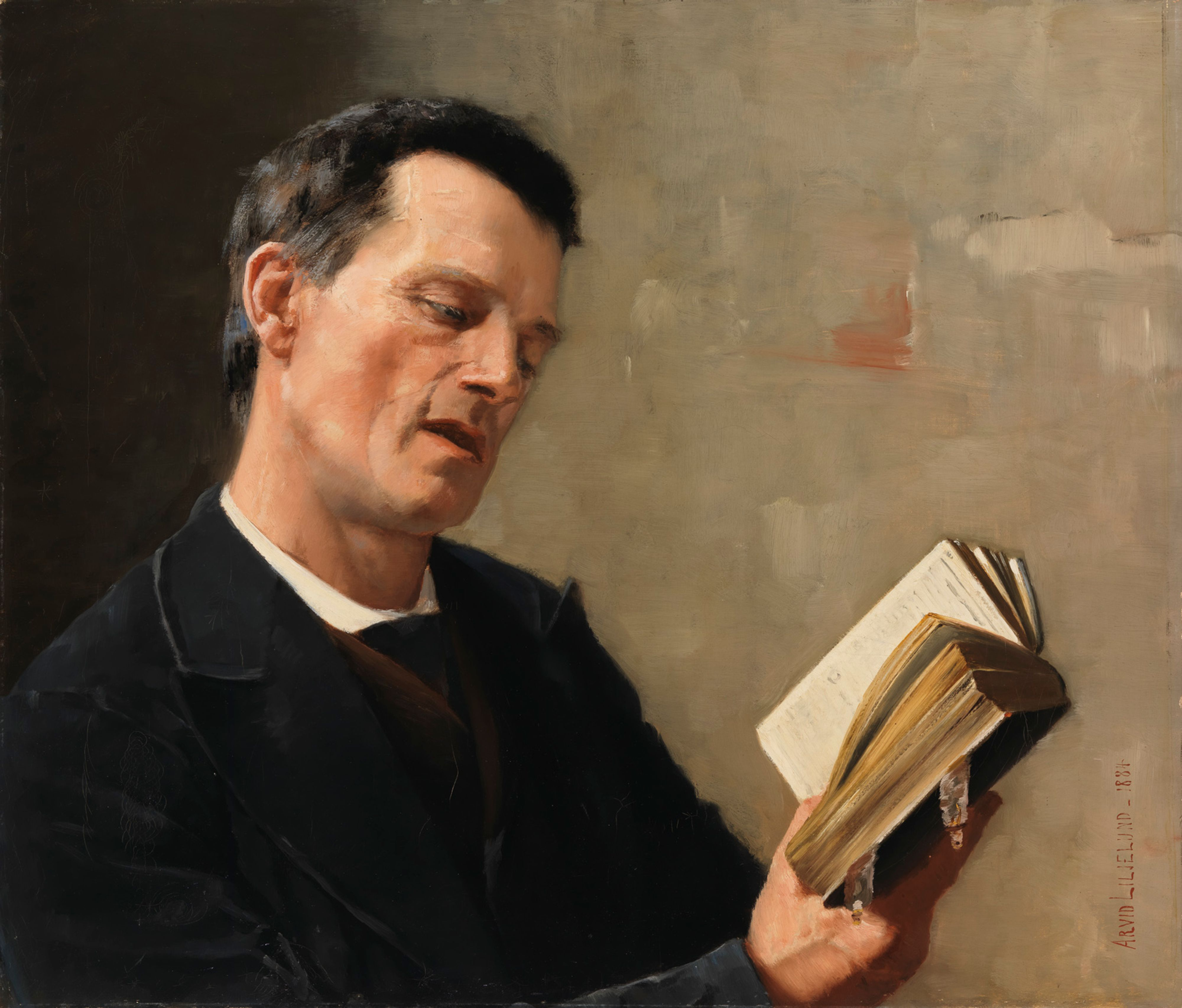
"Człowiek śpiewa hymn" autorstwa Arvida Liljelunda (1884)

Hymn (gr. hýmnos – pieśń pochwalna) – uroczysta i podniosła pieśń pochwalna, zwykle o apostroficznym charakterze, komponowana na cześć bóstwa, szczególnej osoby, wydarzenia, ojczyzny (kraju), a także idei.

## Historia
W kręgu kultury europejskiej hymny znane były w basenie Morza Śródziemnego już w starożytności. Na stałe weszły do kanonów kulturowych wraz z rozwojem chrześcijaństwa, który uczynił swoim ten rodzaj literacki wzorując się na hebrajskim Starym Testamencie i judeochrześcijańskim Nowym Testamencie.
W literaturze średniowiecznej hymn miał charakter niemal wyłącznie religijny. Istniały odmiany liturgiczne, śpiewane w czasie nabożeństw. Później pojawiły się rozbudowane hymny protestanckie (pierwszy skomponowany przez Marcina Lutra). Ponadto w Anglii w okresie renesansu powstał anthem, czyli anglikański utwór chóralny. Współcześnie utożsamiany jest zazwyczaj z pieśnią patriotyczną.
Istnieją hymny państwowe, narodowe, wojskowe, religijne, koronacyjne, akademickie itp. Niekiedy hymnem staje się utwór niespełniający ścisłych wymogów formalnych; wystarczy, że określona społeczność nada mu taką funkcję; przykładem może być hymn Europy – Oda do radości z IX Symfonii Beethovena.
W polskiej hymnice istnieją utwory będące pieśniami zarówno religijnymi, jak i patriotycznymi (np. Boże, coś Polskę) lub równocześnie religijnymi i żołnierskimi (np. Bogurodzica). Pierwszym polskim królewskim hymnem była pieśń Gaude Mater Polonia Wincentego z Kielc. Innym znanym polskim hymnem jest Hymn do miłości Ojczyzny autorstwa Ignacego Krasickiego oraz Czego chcesz od nas, Panie? Jana Kochanowskiego.